# Hendrik Holt
Hendrik Richard Holt (* 29. März 1990 in Haselünne) ist ein verurteilter Anlagebetrüger und ehemaliger Windenergie-Unternehmer. Er war Geschäftsführer des inzwischen insolventen und liquidierten Unternehmens Holt Holding Group SA. Holt wurde im Mai 2022 rechtskräftig wegen banden- und gewerbsmäßigen Betrugs zu siebeneinhalb Jahren Freiheitsstrafe verurteilt. Er war seit dem 17. April 2020 in der JVA Oldenburg inhaftiert. Im März 2023 wurde er zu weiteren acht Monaten Haft wegen Verleumdung des CDU-Politikers Jens Spahn verurteilt. Im Jahre 2023 verbüßte er seine Haft in der JVA Berlin-Moabit. Im Jahre 2024 saß er in der JVA Heidering ein. Im April 2025 erhielt er nach eigenen Angaben Hafterleichterungen.

## Unternehmertätigkeit
Holt stammt aus einer emsländischen Unternehmerfamilie. Nach bestandenem Abitur studierte er – jeweils ohne Abschluss – Rechtswissenschaften an der Universität Osnabrück und der Universität Münster sowie Betriebswirtschaftslehre an der Universitat d’Andorra.
Er war seit 2010 Direktor der Holt Holding Group SA. Am 3. Juli 2012 erfolgte die Eintragung als H. u. H. Holt Holding GmbH mit Sitz in Haselünne. Am 23. Februar 2016 wurde das Stammkapital von 25.000 € auf 50.000 € erhöht. Zwischen März 2019 und der Liquidation am 9. Februar 2021 wurde der Unternehmenssitz zuerst nach Osnabrück und dann nach Bautzen verlegt sowie am 2. Oktober 2019 der Libanese Jamal Itani als neuer Geschäftsführer bestellt.
Nach seiner Festnahme im April 2020 im Hotel Adlon in Berlin beschlagnahmte die Polizei in verschiedenen Bundesländern von Holt drei Bentleys, einen Porsche und einen Mercedes-AMG, zudem zwei Rolex-Uhren für 90.000 und 21.000 Euro sowie andere Luxus-Accessoires. Die Holt Holding Group tätigte angeblich weltweit Investitionen in Infrastruktur, erneuerbare Energien und landwirtschaftliche Projekte. Dabei setzte Holt scheinbar auf eine Zusammenarbeit mit internationalen Großkonzernen.
Als Partner von Investmentfonds bot Holt ein Gesamtkonzept für „nachhaltige Investitionen“ in Erneuerbare Energien. Weltweit war die Gruppe vermeintlich in Deutschland, den Niederlanden, Frankreich, Andorra und dem Libanon vertreten. Holt, der keinen Studienabschluss hat, signierte seine E-Mails mit Dr. Hendrik Holt. Dieser akademische Grad war frei erfunden bzw. gefälscht. Holt wurde dafür vom Amtsgericht Meppen wegen Missbrauchs von Titeln zu vier Monaten auf Bewährung verurteilt.

## Strafverfahren und Verurteilungen

### H. u. H. Holt Holding GmbH 2022
Holt wurde am 17. April 2020 im Hotel Adlon in Berlin festgenommen. Er hatte den tschechischen Staatskonzern ČEZ, den italienischen Energiekonzern Enel sowie den schottischen Versorger SSE plc um rund zehn Millionen Euro betrogen. Dabei hatte er seine komplette Familie eingespannt, um Dokumente und Unterschriften für frei erfundene Windpark-Projekte zu fälschen und Geschäfte vorzutäuschen.
Holt wurde vom Landgericht Osnabrück im Mai 2022 wegen banden- und gewerbsmäßigen Betrugs zu sieben Jahren und sechs Monaten Haft verurteilt. Seine Mutter, seine Schwester und sein Bruder erhielten Haftstrafen von drei Jahren bis drei Jahre und sieben Monate. Wegen der Begehung eines weiteren Betrugsdelikts wurde die Gesamtfreiheitsstrafe von Hendrik Holt im Oktober 2023 vom Landgericht Osnabrück nachträglich auf acht Jahre erhöht. Der mitangeklagte Finanzdirektor der Holt-Gruppe, Heinz L. wurde zu sieben Jahren Haft verurteilt.

### Verleumdung 2023
Das Osnabrücker Landgericht hat Hendrik Holt im März 2023 zu einer Freiheitsstrafe von acht Monaten verurteilt. Dem Emsländer wurde vorgeworfen, den früheren Gesundheitsminister Jens Spahn verleumdet zu haben. Holt hatte behauptet, er hätte sich persönlich mit Spahn getroffen und diesem einen Masken-Deal angeboten, wodurch Spahn auch persönlich Provisionen erhalten sollte. Spahn hatte im Prozess als Zeuge ausgesagt und dabei persönliche Kontakte zu sowie ein Gespräch oder ein Treffen mit Holt bestritten. Der frühere Bundesminister bestritt außerdem, eine persönliche finanzielle Beteiligung an dem Geschäft erwartet zu haben. Spahn habe das Angebot von Holt und seinem Geschäftspartner per E-Mail erhalten, dieses jedoch nicht ernst genommen und nicht an die zuständige Fachabteilung weitergeleitet.

## Persönliches
Holt ist verheiratet und Vater einer Tochter. Er spielt Orgel.